# 木拉乡 (萨迦县)
木拉乡（藏語：མོ་ལྷ་），是中华人民共和国西藏自治区日喀则市萨迦县下辖的一个乡镇级行政单位。

## 行政区划
木拉乡下辖以下地区：
达江村、木拉村、亚国村、培玛村、拉顿村和查玛村。